# فالشيرم بانزر 1 هيرمان جورينج
فالشيرم بانزر 1 هيرمان جورينج (فرقة المظليين الأولى في فرقة المظليين هيرمان جورينج) فرقة مدرعة تابعة لسلاح الجو الألماني لوفتفافه. نشطت الفرقة في شمال إفريقيا وصقلية وإيطاليا والجبهة الشرقية. بدأت الفرقة كوحدة شرطة بحجم كتيبة في عام 1933. مع مرور الوقت، نمت لتصبح فوجًا ثم لواء ثم فرقة وأخيراً تم دمجها مع فرقة المظليين - بانزر 2 هيرمان جورينج في 1 مايو عام 1944، لتشكيل فيلق بانزر تحت قيادة مارشال الرايخ. استسلمت للجيش السوفيتي بالقرب من دريسدن في 8 مايو عام 1945.
ارتكبت الفرقة، خلال فترة وجودها في إيطاليا، عددًا من جرائم الحرب، وشاركت، بالإضافة إلى الفرقة 16 SS SS Panzergrenadier Reichsführer-SS، في المذابح ضد السكان المدنيين، حيث كانت الفرقتان مسؤولتان عن ثلث المذابح ضد جميع المدنيين تقريبًا الذين قتلوا في جرائم الحرب في إيطاليا.

## سجل الخدمة
عندما وصل النازيون إلى السلطة في عام 1933، تم تعيين هيرمان غورينج وزيراً للداخلية البروسية. وبهذه الصفة، خضعت جميع وحدات الشرطة في بروسيا لسيطرة غورنغ. في 24 فبراير 1933، أذن غورنج بإنشاء كتيبة شرطة. من خلال العمل مع الشرطة السرية لجورنج ، غيستابو، تورطت الوحدة في العديد من الهجمات ضد الشيوعيين والديمقراطيين الاجتماعيين. في يناير عام 1934، وتحت ضغط من هتلر وهملر، أعطى جورينج هيملر قوات الأمن الخاصة السيطرة على الجستابو. لتعزيز موقف وحدته المتبقية، زاد جورنج من حجمها ووضع لها برنامج تدريب عسكري. خلال ليلة السكاكين الطويلة، أعدمت الوحدة وLeibstandarte SS Adolf Hitler العديد من قادة قوات العاصفة، وأزالوا التشكيل باعتباره تهديدًا للحزب النازي.
في عام 1935، تمت ترقية جورينج إلى قيادة لوفتوافه ونقلت الوحدة إلى سلاح الجو، وأطلق عليها اسم Regiment General Göring في سبتمبر عام 1935. تم فصل وحدتين فرعيتين عن الفوج في مارس عام 1938، وأعيد تشكيل فرقة المظلات الألمانية الأولى، وهي أول وحدة من وحدات فولشيرميرجاير (المحمولة جوا). في عام 1936، تم تعيين الفوج كحراسة شخصية لغورنبغ وكدفاع جوي لمقر قيادة هتلر. شارك الفوج في عملية ضم النمسا ( أنشلوس ) واحتلال تشيكوسلوفاكيا في عام 1938، ثم في مارس عام 1939. خلال Fall Gelb، شاركت هذه القوة في غزو هولندا وبلجيكا.
خلال عملية بارباروسا، تم إرفاق الفوج إلى فرقة بانزر الحادية عشرة، وهي جزء من مجموعة الجيوش الجنوبية. أنخرط الفوج في العمليات القتالية حول مناطق Radziechów وكييف وبريانسك. في يوليو عام 1942، تمت ترقية الفوج إلى للواء، ثم إلى فرقة وفي أكتوبر عام 1942 فرقة بانزر. بينما كانت الفرقة تشكل، أجبرت معركة العلمين الثانية المارشال إروين روميل قائد الفيلق الأفريقي على العودة إلى تونس. أرسلت الفرقة إلى تونس، حيث استسلمت في نهاية المطاف مع بقية جيش بانزر الألماني أفريكا.

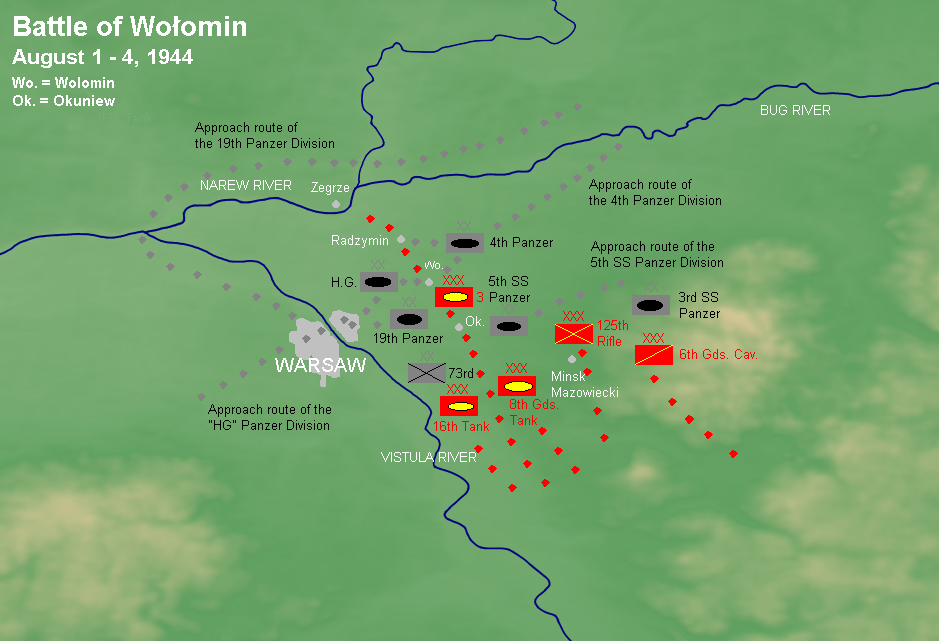
معركة رادزيمين

في أبريل، تم إرسال فلول فيلق البانزر هيرمان جورينج إلى سيليزيا، وفي المعارك العنيفة تم ترحيلهم ببطء إلى ساكسونيا. في 22 أبريل، فرقة فولشيرشير - بانزر 1. كانت فرقة هيرمان جورينج أحد الفرقتين اللتين اخترقتا الحدود المشتركة بين الجيش للجيش البولندي الثاني ( الجيش الشعبي البولندي) والجيش السوفيتي 52، في عملية بالقرب من بوتسن، ودمرت أجزاء من قطارات الاتصالات واللوجستيات وألحقت أضرارًا بالغة بفرقة المشاة الخامسة البولندية (LWP) ولواء الدبابات السادس عشر قبل توقفهما بعد يومين.
في أوائل شهر مايو، حاولت وحدات من الفيلق الخروج نحو القوات الأمريكية على نهر الإلب، لكنها لم تنجح. استسلم الفيلق للجيش الأحمر في 8 مايو عام 1945.

## التنظيم
هيكل التقسيم:
- مقر القيادة
- هيرمان غورينغ بانزر فوج
- 1st هيرمان جورينج Panzergrenadier فوج
- 2nd هيرمان جورينج Panzergrenadier فوج
- 1st هيرمان جورينج فوج المدفعية
- 1st هيرمان جورينج المضادة للطائرات فوج
- 1st هيرمان جورينج بانزر كتيبة الاستطلاع
- 1st هيرمان جويرينج دبابات المدمرة الكتيبة
- 1st هيرمان جورينج بانزر مهندس كتيبة
- 1st هيرمان جورينج بانزر إشارة الكتيبة
- 1st هيرمان غورينغ فريق الدعم التقسيم

## القادة
| الرقم | صورة                   | Commander                                       | تولى المنصب     | ترك المنصب        | مدة شغل المنصب    |
| ----- | ---------------------- | ----------------------------------------------- | --------------- | ----------------- | ----------------- |
| 1     | Walther von Axthelm    | Major Walther von Axthelm (1893–1972)           | 13 August 1936  | 31 May 1940       | 3 سنوات و292 أيام |
| 2     | Paul Conrath           | Oberst Paul Conrath (1896–1979)                 | 1 June 1940     | 14 April 1944     | 3 سنوات و318 أيام |
| 3     | Wilhelm Schmalz        | Generalmajor Wilhelm Schmalz (1901–1983)        | 16 April 1944   | 30 September 1944 | 167 أيام          |
| 4     | Hanns-Horst von Necker | Generalmajor Hanns-Horst von Necker (1903–1979) | 1 October 1944  | 8 February 1945   | 130 أيام          |
| 5     | Max Lemke              | Generalmajor Max Lemke (1895–1985)              | 9 February 1945 | 8 May 1945        | 88 أيام           |

فولشيرشير بانزر كوربس هيرمان جورينج
| الرقم | صورة            | Commander                                   | تولى المنصب    | ترك المنصب | مدة شغل المنصب |
| ----- | --------------- | ------------------------------------------- | -------------- | ---------- | -------------- |
| 1     | Wilhelm Schmalz | Generalleutnant Wilhelm Schmalz (1901–1983) | 4 October 1944 | 8 May 1945 | 216 أيام       |

## اقتباسات
1. ↑  Carlo Gentile. Politische Soldaten. Die 16. SS-Panzer-Grenadier-Division „Reichsführer-SS“ in Italien 1944 [Political soldiers. The 16th SS-Panzer-Grenadier-Division „Reichsführer-SS“ in Italy 1944] (بالألمانية). كولونيا. Archived from the original on 2019-08-29.
2. ↑  Erickson, John: "The Road to Berlin", page 591. Yale University Press, 1999.
3. ↑  D. F. Ustinov et al.: "Geschichte des Zweiten Weltkrieges" (Volume 10), page 399. Militärverlag der Deutschen Demokratischen Republik, 1979.
4. ↑  von Ahlfen, Hans: "Der Kampf um Schlesien 1944/1945", pages 208-209. Motorbuch Verlag, 1977. v. Ahlfen quotes the April 27, 1945 war diary entry of Luftflottenkommando 6, noting that for all operations between غورليتس and باوتسن, involving multiple German divisions, during April 20–26, that the Soviet 94th Rifle Division was destroyed, and that the Soviet 7th Guards Mechanized Corps, the Soviet 254th Rifle Division, the Polish 1st Tank Corps (LWP), the Polish 16th Tank Brigade (LWP), and the Polish 5th, 7th, and 8th Infantry Divisions (LWP) took heavy losses. The war diary goes to state that 355 enemy tanks were destroyed, 320 enemy guns of all kinds were destroyed or captured, about 7,000 enemy dead were tallied, and that 800 prisoners were taken.
5. ↑  Grzelak, Czesław et al.: "Armia Berlinga i Żymierskiego", pages 275 and 279. Wydawnictwo Neriton, 2002. As described here, after penetrating the inter-army boundary, the German attack struck the Polish 5th Infantry Division and 16th Tank Brigade (LWP) in the rear, practically destroying both units and killing the commanding general of the 5th Infantry Division. Losses for the Polish 2nd Army (LWP) in the area of Bautzen and Dresden are noted as approximately 5,000 KIA, 2,800 missing or taken prisoner, and 10,500 WIA. Overall the Polish 2nd Army lost 20 per cent of its personnel and material strength. Among these losses were 170 tanks, 56 self-propelled guns, 124 mortars, 232 guns of all calibers, 330 vehicles, and 1,373 horses.
6. ↑  German Order of Battle, Panzer, Panzer Grenadier, and Waffen SS Division in WWII. ص. 43–44.